# Lecturer
Lecturer é uma denominação comum em países de língua inglesa para professores universitários no início da carreira acadêmica, quando possuem um diploma de doutorado ou estão em formação para sua obtenção.
O termo Lecturer tem, nos vários países anglo-saxônicos significados diferentes, o que pode levar a alguma confusão. A tabela a seguir mostra a utilização do termo no contexto da hierarquia acadêmica em países de língua inglesa, mostrando a última coluna sua correspondência na Alemanha:
| Reino Unido               | Austrália/Nova Zelândia | Estados Unidos                       | Alemanha                                                                          |
| Teaching Fellow           | Teaching Fellow         | Lecturer                             | Lehrkraft für besondere Aufgaben sem vínculo funcional, e também Akademischer Rat |
| Lecturer                  | Lecturer                | Professor Assistente                 | Juniorprofessur/ Juniordozent, também Tenure                                      |
| Senior Lecturer           | Senior Lecturer         | Professor Associado                  | W2/C3-Professor                                                                   |
| Reader/Principal Lecturer | Associate Professor     | Professor Pleno                      | W3/C4-Professor ohne Lehrstuhl bzw. Leitungsfunktion                              |
| Professor                 | Professor               | Distinguished Professor ou Professor | W3/C4-Professor mit Lehrstuhl bzw. Leitungsfunktion                               |

## Outros países
Nas universidades da Itália, o lettore ('leitor') é o professor encarregado da exercitar os estudantes na prática de uma língua estrangeira (que frequentemente é a sua língua materna), geralmente auxiliando  o professor responsável pelo curso de literatura correspondente.
Nas universidades da França, o título de lecteur ('leitor') corresponde atualmente a um professor de língua estrangeira que ensina a sua língua materna ou na sua língua materna, e que não tem obrigação de pesquisa. Geralmente os leitores são jovens professores recrutados por um período de um ou dois anos.
Em Portugal e no Brasil, lente é a antiga denominação de professor catedrático. De acordo com os estatutos da Universidade de Coimbra de 1653, cabia aos lentes preservar todo o conteúdo das grandes áreas de ensino, apresentado e lido aos alunos, sem nenhuma espécie de questionamento. As aulas eram ministradas em latim, devendo os professores usar um barrete universitário – sendo multados se não o usassem. Com a reforma pombalina da Universidade de Coimbra, em 1772, os novos estatutos reformularam a atuação dos lentes. Apesar das grandes áreas de ensino continuarem demarcadas, abriu-se o caminho do professor para o acompanhamento do aluno, através da indicação de bibliografia e explicação dos conteúdos, em uma tarefa levada mais à compreensão que a memorização. No Brasil, a atuação dos lentes teve início com a criação das primeiras instituições de ensino superior (academias médicas e militares) a partir da transferência da corte portuguesa, em 1808.